# Archicle
Archicle (VI secolo a.C.) è stato un ceramista greco antico.
Tra i più significativi Kleinmeister, lavorò spesso in collaborazione con Glaucite.